# Martha Vonk-van Kalker
Martha Catharina Annie (Martha) Vonk-van Kalker (Groningen, 23 september 1943 – Zoetermeer, 11 maart 2022) was een Nederlands bestuurder en politicus voor de PvdA.

## Leven en werk
Vonk was aanvankelijk medisch secretaresse (1963-1965). In 1965 werd ze hoofd van de afdeling bevolking en militaire zaken van de gemeente Oudendijk (1965-1970), waar ze ook een aantal jaren gemeenteraadslid (1970-1973) was. In 1977 trad ze toe tot de Eerste Kamer der Staten-Generaal (1977-1981). Ze was woordvoerder van de PvdA-fractie op het gebied van binnenlandse zaken en maatschappelijk werk. Vonk was daarna gecommitteerde van het gewest Twente (1980-1984), belast met economische zaken, verkeer en vervoer, welzijn en personeel.
Ze werd gemeentesecretaris van Voorburg (1984-1988) en was vervolgens directeur van het Centraal Instituut voor Vorming en Opleiding Bestuursdienst te 's-Gravenhage (1988-1991) en directeur van de dienst Cultuur, Educatie en Recreatie bij de gemeente Amsterdam (1991-1993). In 1993 werd ze opnieuw gemeentesecretaris, nu van Apeldoorn (1993-1999). Vanaf 1999 had Vonk een zelfstandig bureau voor consultancy en interimmanagement voor overheid en (niet-commerciële) dienstverlening en was onder meer tijdelijk werkzaam bij de gemeenten Leiden, Amsterdam, Leerdam, Weesp, Hendrik Ido Ambacht, Schoonhoven en Heerenveen.